# Turó de la Rovira (Sant Aniol de Finestres)
El Turó de la Rovira és una muntanya de 812 metres que es troba al municipi de Sant Aniol de Finestres, a la comarca catalana de la Garrotxa.